# Amy Sue Rosen
Amy Sue Rosen (* 29. November 1955 in Baltimore; † 19. Februar 2003 in New York City) war eine US-amerikanische Tänzerin und Choreographin.
Rosen hatte Ballettunterricht bei Bill Evans an der Arizona State University sowie am Laban/Bartenieff Institute of Movement Studies in New York. 1983 lernte sie ihren künftigen Ehemann, den Maler und Bildhauer Derek Bernstein, kennen, mit dem sie in der Folgezeit zusammenarbeitete. Dabei entstanden Stücke wie Object Lesson (1990), One Magnificent Gesture (1999) und  Abandoning Hope (2001). Ihre Choreographien hatten stets autobiographische Bezüge. In ihren letzten Werken (u. a. Break/Broke) thematisierte sie auch ihre Krebserkrankung, der sie 2003 im Alter von 47 Jahren erlag.